# Efraín Mendoza Cruz
Efraín Mendoza Cruz (ur. 24 listopada 1959 w Tlalnepantla de Baz) – meksykański duchowny katolicki, biskup pomocniczy Tlalnepantla w latach 2011-2022, biskup diecezjalny Cuautitlán od 2023.

## Życiorys

### Prezbiterat
Święcenia kapłańskie otrzymał 18 października 1988 i został inkardynowany do archidiecezji Tlalnepantla. Był m.in. wychowawcą w diecezjalnych seninariach, wikariuszem biskupim dla jednego z rejonów archidiecezji oraz rektorem wyższego seminarium.

### Episkopat
4 czerwca 2011 papież Benedykt XVI mianował go biskupem pomocniczym archidiecezji Tlalnepantla, ze stolicą tytularną Cubda. Sakry udzielił mu 27 lipca 2011 arcybiskup Carlos Aguiar Retes.
9 listopada 2022 papież Franciszek przeniósł go na urząd biskupa diecezjalnego Cuautitlán.